# سیارک ۲۲۷۲۵
سیارک ۲۲۷۲۵ (به انگلیسی: 22725 Drabble، نامگذاری:1998SN62) بیست و دو هزار و هفتصد و بیست و پنجمین سیارک کشف شده‌است که در ۱۹ سپتامبر ۱۹۹۸ کشف شد.
قدر مطلق سیارک برابر ۱۳.۵ است.